# Photographisme
Le photographisme — ou, parfois, photo-graphisme — est un genre de photographie, le plus généralement en noir et blanc, très contrastée où les demi-teintes ont été supprimées au tirage par l'emploi de papier à fort contraste, ou bien par l'intermédiaire de la sérigraphie ou bien, en numérique à l'aide d'un logiciel graphique. Sa simplicité de représentation tend à mener le photographisme vers un art abstrait.

## Artistes
Parmi les graphistes notoires qui l'ont pratiqué on peut citer Gérard Ifert (d'origine suisse mais ayant créé son studio en France en 1960), le Polonais Wojciech Zamecznick ; le peintre, photographe, cinéaste et plasticien américain vivant et travaillant à Paris William Klein ; le Suisse Werner Jeker ; etc.

## Exposition
- Werner Jeker, « PhotoGraphisme », musée de l'Élysée, Lausanne, 2004-2005.
- Alain Azambuja, « Photographisme » Espace Canopy, Septembre 2007
- « Photographisme. Klein, Ifert, Zamecznik », Galerie de photographies, centre Pompidou, 2017-2018.